# Juliana García García
Juliana García (Quito, 29 de agosto de 1984) es la primera mujer ecuatoriana en convertirse en guía profesional de montaña.

## Biografía
Juliana García, empezó con su pasión por esta disciplina a los 14 años. Comenzó a escalar en roca y a salir a la montaña. Fabián Zurita fue su referente, quien la motivó, en un inicio, a seguir en el montañismo. Además, siempre contó con el apoyo de su familia. Juliana ha realizado diferentes cursos en varios países de Latinoamérica y Norteamérica como: Ecuador, Chile, Bolivia, Estados Unidos, y Canadá. Con su esfuerzo alcanzó la certificación UIAGM/IFMGA, que es la licencia profesional de guía de alta montaña reconocida a nivel mundial, así como también el título de AIARE (como instructora en educación en avalanchas). Juliana García está a cargo de la Asociación Ecuatoriana de guías de montaña, es presidenta y se encarga de temas relacionados con su profesión y el mejoramiento del campo de trabajo. A su vez se dedica a guiar en varias partes del mundo y seguir aprendiendo y desarrollándose como profesional en su campo. Además, ahora se dedica a esquiar.  Una nueva disciplina a la cual le dedica mucho tiempo. Un reconocimiento tan importante, que de seguro amerita un proceso largo. Y así fue, Juliana obtuvo la certificación de guía profesional luego de “muchos años de estudios y experiencias”, pudo rendir sus exámenes para ser guía UIAGM. “El proceso es similar en casi todas las escuelas del mundo con esta certificación, demora entre 3 y 5 años para pasar y tomar los cursos que son necesarios para obtener la licencia. Hay varias disciplinas prácticas y teóricas que se deben rendir”. Fueron varias evaluaciones en distintas disciplinas que tuvo que superar. Roca, glaciar, alpino en varios escenarios, gestuales (de nivel técnico), guiando (demostrar que puedes llevar seguro a un cliente). Antes de recibir la certificación, Juliana presentó sus exámenes en Bolivia pero no pasó. Unos años después lo volvió a intentar en Ecuador.
Juliana ha logrado mucho en su carrera de escalada hasta el momento, y el éxito más distinguido es la apertura de una nueva ruta en los Andes peruanos: HK, en la cara norte del este del Huandoy, con dificultades de TD + V + M3 / 4. Juliana logró la apertura de esta nueva ruta junto a Joshua Jarrin. Esta ruta se incluyó en la lista de ascensiones elegidas en 2012 por los organizadores de los premios Piolet de oro (Golden Ice Axe), edición 2013.
También recientemente en el verano del 2016 abrió una nueva ruta en Bolivia en conjunto con Anna Pfaff, ellas nombraron a esta ruta: ¨La ruta del Solsticio¨  Nor-Este del Tiquimani (5.519msnm) 1600 meter 5.10b R.
Juliana es actualmente la Presidenta de la Asociación Ecuatoriana de Guías de Montaña, ASEGUIM, y embajadora de la marca Patagonia.
Actualmente trabaja en la obtención de su condición de guía de esquí para convertirse por completo en una guía UIAGM.
Juliana posee la calificación como instructora en educación de avalanchas AIARE.
Juliana tiene un proyecto entre sus planes que consiste en subir una montaña de más de 8.000 metros en Pakistán se trata de un nevado llamado Gasherbrum II, esto es un desafío personal para ella, que pocas mujeres lo han intentado y para un grupo de tres personas que buscarán cumplir esta hazaña.

## Lucha contra el machismo
Juliana García ha estado poniendo pie en un terreno que en América Latina, y en el resto del mundo, está todavía ampliamente considerado como masculino. Acudió a un curso en una escuela internacional de guías en Bolivia, pero no aprobó el examen IFMGA. Al final del curso, García dice haber presenciado una fuerte cultura de machismo entre los instructores y los otros estudiantes. Riendo, se acuerda de cómo la experiencia de un mes casi la hace abandonar el sueño de convertirse en una guía de montaña certificada oficialmente, sin embargo ella perseveró y en 2015 se convirtió en la presidenta de la Asociación Ecuatoriana de Guías de Montaña. Como una de las dos mujeres en todo el mundo en liderar una asociación de guías de montaña (la otra es de Estados Unidos), se ha ganado el respeto de sus compañeros montañeros.